# Núria Olivé-Bellés
Núria Olivé Bellés (Barcelona, 1957) és una directora de cinema catalana. Va iniciar els seus estudis de dansa a l'Institut del Teatre de Barcelona que completaria a la Merce Cunningham Dance School a Nova York (1986). Com a coreogràfa ha estat present a tota mena d'espais culturals, com l'American Dance Festival, el Dance Theatre Workshop, The Kitchen, Performance Space 122 i Dia Center for the Arts, entre d'altres.
Del 1989 al 1990 va ser convidada a participar en el Sundance Institut Coreographers/Filmmakers Lab com a assistent del director de cinema Elliot Caplan i en aquest període també comença els estudis de direcció cinematogràfica a la School of Visual Arts de Nova York, on es graduà el 1994. L'any següent, al 1995, va ser convidada al Sundance Screenwriters/Director's Lab a Salt Lake City amb el guió Innocent Desire. Paral·lelament als períodes de formació, comença a realitzar curtmetratges amb els quals aconseguí el reconeixement internacional així com un seguit de premis a diversos festivals. Posteriorment, el 1996, és una de les cinc realitzadores catalanes que participa en el film col·lectiu El Domini dels Sentits pel qual dirigeix l'episodi El Tacte. El film va rebre el premi de l'audiència al festival d'Alcalá de Henares de Madrid. Durant dos anys va ser directora convidada del Jacob's Pillow Dance Festival, des d'on es va coproduir el documental Invisible Wings, treball seleccionat per la BBC British Short Films Festival (Londres 1999) i al Dance on Camera Film Festival (Nova York, 2000).
Més enllà de la direcció cinematogràfica, sovint ha participat o dirigit performances artístiques que combinen projeccions audiovisuals, dansa i multimèdia. La seva filmografia ha estat visionada a festivals d'arreu del món.
L'any 2003, l'11a Mostra Internacional de Films de Dones, coincidint amb el seu retorn a Barcelona, després de 16 anys de trajectòria als EUA, va projectar una retrospectiva de la seva obra als cinemes Verdi de Barcelona. En aquella ocasió, el reconegut crític de cinema M. Torreiro, definí la seva obra “…fuerza, dominio técnico (suele ocuparse de la cámara y del montaje de sus films, además de escribirlos, y a veces, de coreografiarlos)... de una cineasta de impecable oficio” (El País, 16.06.2003).
Ha desenvolupat també una nombrosa activitat docent, tant de petit format, com a institucions de renom. Des de 2005 és docent a la Facultat de Ciències de la Comunicació i Relacions Internacionals Blanquerna de la Universitat Ramon Llull impartint diverses matèries relacionades amb el vídeo-art i el cinema de ficció i experimental, així com l'assignatura Professional Communication for Exchange Students. Igualment ha estat docent a l'Institut del Teatre (2004-2005 i del 2013 al 2019) en les assignatures de noves tecnologies (vídeo-dansa i recursos audiovisuals).
Núria Olivé Bellés va crear pel Mercat de les Flors una sèrie de 33 documentals de coreògrafs nacionals i internacionals: Retrats coreogràfics (2006-2016). Actualment col·labora professionalment amb el Mercat de les Florsi amb d'altres institucions, festivals i companyies de dansa.
La seva preocupació per explorar les possibilitats entre el cinema i la dansa la van portar a analitzar com filma la dansa un dels grans mestres del cinema contemporani, Carlos Saura, recerca que presentà com a Treball Final de Màster Universitari (Ficció en Cinema i Televisió. Producció i Realització), a la Universitat Ramon Llull, Facultat de Comunicació i Relacions Internacionals Blanquerna, amb el títol: Filmar la danza. Bodas de sangre de Carlos Saura (2013).
Continua experimentant i fent recerca en el que és el cos en moviment cinematogràfic i filmar la dansa.

## Filmografia[calcitació]
- L'armari (1991) EUA
- In the Dark (1990-92) EUA / Espanya
- The Fight (1990-92) EUA / Espanya
- Down the Drain (1993-94) (Claveguera avall) EUA / Espanya
- Raphael (1993-94)
- Dancing in the Streets, NYC (1994)
- Alicia Was Fainting (1994) EUA / Espanya (L'Alícia es desmaiava)
- El Tacto (1996) (El Tacte) Espanya
- The Steps that Tracy Teaches Me (1997)
- Jacob's Pillow Dance Festival (1999)
- A short Ride in a Fast Machine (1998) (Ghetto) Bèlgica / Espanya
- L'Herbe a Besoin de la Rosée (1998) (L'herba necessita la rosada) Bèlgica / Espanya
- Invisible Wings (1998)
- Divided We Stand (1998, muntatge)
- The Holland Avenue Boys (1998, muntatge)
- Jacob's Pillow Dance Festival (1999)
- Dancing Still (1999)
- Letters of Distance (1999)
- Rite of Spring (1999)
- Cultural Traditions (1999)
- A Voice Amidst the Wings (2000)
- Janie Brendel and Friends (2001)
- Partners (2002)
- Lost in your Frame (2002) (Fora de registre) EUA / Espanya
- Mare (2003)
- L'Espera (2003)

El domini dels sentits (1995-96, Espanya)
Obra de 5 joves cineastes catalanes i composta per 5 capítols, cadascun centrat en un dels cinc sentits. No havien rodat cap llargmetratge però tenien estudis audiovisuals, curtmetratges i experiència en rodatges. Isabel Gardela (l'olfacte): una noia s'excita o es bloqueja en funció de l'olor de la persona que té al costat.
Teresa Pelegrí (el gust): la tragèdia d'una jove que des de nena ha estat instruïda en el tast de vins
Judith Colell (la vista”): la passió d'una dona per un veí la duu a fotografiar-lo sense que ell ho sàpiga
Núria Olivé Bellés (el tacte): una història d'amor entre una escultora cega i una ballarina
Maria Ripoll (l'oïda): un triangle amorós. La idea de la pel·lícula partí del realitzador Carles Benpar, inspirat en els films episòdics italians dels anys 60.
Retrats Coreogràfics
Els Retrats Coreogràfics realitzats per al Mercat de les Flors de Barcelona és un recull de 33 documentals sobre coreògrafs contemporanis i companyies nacionals i internacionals de dansa. La direcció, guió, càmera i muntatge són de Núria Olivé i posa a disposició dels espectadors la seva creativitat de com filmar la dansa.